# Asociación de Fútbol de Åland
La Asociación de Fútbol de Åland (en sueco: Ålands Fotbollförbund; abreviado ÅFF) es el organismo rector del fútbol en Åland, con sede en Mariehamn. Fue fundada en 1943, y no es miembro de la FIFA ni de ninguna confederación continental, aunque es miembro de la Federación de Fútbol de Finlandia. Organiza los partidos de la Selección de Fútbol de Åland.
La Liga de Fútbol de las Islas Åland es un torneo de fútbol jugado en las Islas Åland desde 1943, siendo uno de los torneos no reconocidos por la FIFA ni por la UEFA más antiguos.

## Clubes de la asociación campeones
| - 1943: IFK Mariehamn - 1944: IFK Mariehamn - 1945: Sunds IF - 1946: Bold Klubben-40 - 1947: IFK Mariehamn - 1948: Desconocido - 1949: Desconocido - 1950: IF Fram - 1951: IF Fram - 1952: IFFK - 1953: IFK Mariehamn - 1954: IFFK - 1955: IFFK - 1956: IFK Mariehamn - 1957: IFK Mariehamn - 1958: IFK Mariehamn - 1959: IFK Mariehamn - 1960: IFK Mariehamn - 1961: IFK Mariehamn - 1962: IFFK | - 1963: IFFK - 1964: IFFK - 1965: IFFK - 1966: IFFK - 1967: IFFK - 1968: Hammarlands IK - 1969: IFFK - 1970: IFFK - 1971: IFFK - 1972: IFFK - 1973: Hammarlands IK - 1974: IFFK - 1975: IFFK - 1976: IFK Mariehamn - 1977: IFK Mariehamn - 1978: IFFK - 1979: IFK Mariehamn - 1980: IFK Mariehamn - 1981: IFK Mariehamn - 1982: IFK Mariehamn | - 1983: IFK Mariehamn - 1984: IFK Mariehamn - 1985: IFK Mariehamn - 1986: IFK Mariehamn - 1987: IFK Mariehamn - 1988: IFK Mariehamn - 1989: IFK Mariehamn - 1990: Sunds IF - 1991: IFFK - 1992: IFK Mariehamn - 1993: IFFK - 1994: Team Aland - 1995: IFK Mariehamn - 1996: IFK Mariehamn - 1997: IFK Mariehamn - 1998: IFK Mariehamn - 1999: IFK Mariehamn - 2000: IFK Mariehamn - 2001: IFK Mariehamn - 2002: IFK Mariehamn | - 2003: IFK Mariehamn - 2004: IFK Mariehamn - 2005: IFK Mariehamn - 2006: IFK Mariehamn - 2007: IFK Mariehamn - 2008: IFK Mariehamn - 2009: IFK Mariehamn - 2010: IFK Mariehamn - 2011: IFK Mariehamn - 2012: IFK Mariehamn - 2013: Jomala IK - 2014: IFK Mariehamn - 2015: IFK Mariehamn - 2016: IFK Mariehamn - 2017-2020: No disputado |

## Títulos por club
| Club            | Campeón | Años campeón |
| --------------- | ------- | --- |
| IFK Mariehamn   | 45      | 1943, 1944, 1947, 1953, 1956, 1957, 1958, 1959, 1960, 1961, 1976, 1977, 1979, 1980, 1981, 1982, 1983, 1984, 1985, 1986, 1987, 1988, 1989, 1992, 1995, 1996, 1997, 1998, 1999, 2000, 2001, 2002, 2003, 2004, 2005, 2006, 2007, 2008, 2009, 2010, 2011, 2012, 2014, 2015, 2016 |
| SIFFK           | 18      | 1952, 1954, 1955, 1962, 1963, 1964, 1965, 1966, 1967, 1969, 1970, 1971, 1972, 1974, 1975, 1978, 1991, 1993 |
| IF Fram         | 2       | 1950, 1951 |
| Hammarlands IK  | 2       | 1968, 1973 |
| Sunds IF        | 2       | 1945, 1990 |
| Bold Klubben-40 | 1       | 1946 |
| Team Aland      | 1       | 1994 |
| Jomala IK       | 1       | 2013 |